# Brouwerij De Hooiberg

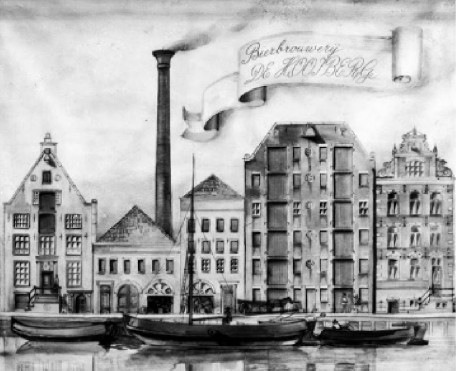
De Hooiberg in 1864

Brouwerij De Hooiberg is een voormalige brouwerij in Amsterdam, en de voorloper van het Heineken-concern.

## Geschiedenis
Vanouds was er een mouterij op de Amsterdamse Nieuwezijds Achterburgwal, opgericht door Jan Thymansz.. Diens weduwe, Weyntgen Elberts, begon er in 1592 met het brouwen van bier. De brouwerij werd overgenomen door enige generaties en daarbij ook uitgebreid. Toen er in Amsterdam, in de 2e helft van de 17e eeuw, minder bier werd gedronken besloot het Amsterdams Brouwerscollege om het aantal brouwerijen te beperken. Ook De Hooiberg werd 1682 te koop gezet. Hij werd gekocht door Hermanus Gosinck, zoon van de eigenaar van Brouwerij De Eenhoorn. Deze installeerde onder meer een moutmolen. In 1743 ging eigenaar Theodorus de Fries failliet, nadat hij het bedrijf had uitgebreid met een pleziertuin op het bolwerk Slotermeer, aan het eind van de Anjelierstraat. In 1744 werd de brouwerij aangekocht door een maatschap van acht personen, onder de naam Mr. Pieter Bolten & Co.. De Hooiberg groeide uit tot de grootste brouwerij van Gewest Holland, met 18% van de bierproductie. In 1855 werd het een NV, onder de naam Maatschappij de Hooiberg. Vanaf 1856 werd ook de naam Stoombierbrouwerij De Hooiberg gebruikt, omdat het de tweede brouwerij was die over een stoommachine beschikte. Niet veel later begon de productie van "Beijersch bier", terwijl daarnaast ook lager werd geproduceerd. Voor de productie van het eerste was een koelinstallatie vereist.
In 1864 werd de brouwerij verkocht aan Gerard Adriaan Heineken. In 1868 werd de brouwerij verplaatst naar de Stadhouderskade. In de oude brouwerij werd bierhuis en bottelarij Die Port van Cleve gevestigd. In 1873 werd Heineken's Bierbrouwerij Maatschappij opgericht. De naam De Hooiberg verdween, maar werd als merknaam nog tot 2002 gebruikt.